# Tankred von Hazart
Tankred von Hazart (latein.: Tancredus Dasart; † nach 1170) war Herr von Hazart im Fürstentum Antiochia.
Tankred von Hazart wurde 1170 als Zeuge in einer Urkunde genannt. Die Lehensherrschaft Hazard (heute Azaz) in Syrien war von den Kreuzfahrern errichtet worden und gehörte ursprünglich zur Grafschaft Edessa. Nach der Eroberung Edessas 1144 durch die Muslime war Hazart dem Fürstentum Antiochia hinzugefügt worden.
Sein Nachfolger in der Herrschaft Hazart wurde Peter I. von Hazart.